# Licania gonzalezii
Licania gonzalezii är en tvåhjärtbladig växtart som beskrevs av Faustino Miranda. Licania gonzalezii ingår i släktet Licania och familjen Chrysobalanaceae. Inga underarter finns listade i Catalogue of Life.